# Matthäus Schiner
Matthäus Schiner (Muhlbach, 1465 - Roma, 30 de setembro de 1522) foi um cardeal do século XVII.

## Primeiros anos
Nasceu em Muhlbach em Ca. 1465, Muhlbach no Cantão de Valais, Suíça. Filho de Peter Schiner, fazendeiro e carpinteiro, e Anna Weischen (1) . Ele foi chamado de Cardeal de Sion. Seu primeiro nome também está listado como Matthæus; e como Mathias; e seu sobrenome como Schinner; e como Scheiner.

## Educação
Frequentou a escola da catedral em Sitten; e mais tarde, de 1485 a 1489, estudou com o humanista italiano Teodoro Lucinus em Como.

## Sacerdócio
Ordenado em 21 de abril de 1489 na igreja de S. Maria dell'Anima em Roma. Ele se tornou altarista em Ernen. Em 1492, foi nomeado secretário de seu patrocinador (e mais tarde oponente amargurado) Georg Auf der Flüe (Supersaxo), bem como notário. De 1493 a 1495 foi capelão de Obergesteln. Em 1496 tornou-se pároco em Ernen e cônego titular do capítulo da catedral de Sitten. O papa o nomeou reitor de Valéria em 1497. Ele teve três filhos naturais.

## Episcopado
Eleito bispo de Sitten (Sion), 20 de setembro de 1499; ele foi nomeado sem o consentimento do capítulo da catedral; ele sucedeu a seu tio Nikolaus Schiner, que renunciou à sé em seu favor; tomou posse em 1500; ocupou o cargo até sua morte. Consagrado em 15 de outubro de 1499 (2) , na igreja de S. Maria dell'Anima, Roma. A partir de 1510, uma violenta rivalidade entre o bispo e Jorge Supersaxo dividiu o Valais . Em 1510, concluiu uma aliança de cinco anos entre o papa e os doze cantões federais suíços, bem como o controle das igrejas de St. Gallen, Appenzell e Wallis. Em 1510 e 1512, ele recrutou mercenários suíços para o Papa Júlio II expulsar os franceses de Milão.

## Cardinalato
Criado cardeal sacerdote no consistório de 10 de março de 1511; recebeu o chapéu vermelho em 13 de março de 1511; e o título de S. Pudenziana, 22 de setembro de 1511. Nomeado legado papal na Itália e na Alemanha após março de 1511; foi nomeado comandante de um exército suíço e veneziano; estabeleceu Massimiliano Sforza como duque de Milão. Reitor de Würzburg, 1511-1513. Administrador da Sé de Novara, 6 de fevereiro de 1512; renunciou ao cargo em 1516. Após a morte do Papa Júlio II, os franceses tomaram Milão novamente; O cardeal Schiner liderou as forças suíças em vitórias contra a França em Pavia; e em Novara em 1513; a dinastia Sforza foi reinstaurada em Milão; o cardeal foi recompensado pelo duque de Milão com a marca de Vigevano. Participou do conclave de 1513, que elegeu o Papa Leão X. Participou do V Concílio de Latrão e foi membro de sua comissão de reforma; o decreto detalhado da reforma foi aceite com 130 votos a 10, mas permaneceu ineficaz e apenas no papel; ele se dedicou ardentemente à reforma da Igreja. Quando Milão foi conquistada por Luís XII, rei da França, o cardeal ficou, por razões políticas e pessoais, ao lado do duque de Milão; e trabalhou arduamente para evitar que os seus camaradas fizessem o juramento de serviço de guerra para a França e apoiassem, em vez disso, o juramento para Milão; e manter a França longe da Lombardia. Após a derrota de seus aliados na Batalha de Marignano em 1515, ele reuniu outro exército com a ajuda da Inglaterra em 1516, mas não conseguiu reconquistar Milão; nesse mesmo ano foi a Londres buscando organizar uma aliança entre o papa o imperador Inglaterra e Espanha; a reconciliação da Confederação Suíça e do imperador com a França tornou a aliança impossível. Durante a longa ausência do cardeal de casa, o partido francês sob o comando de seu inimigo George Supersaxo organizou uma rebelião e expulsou-o de Sion na noite de 30 de agosto de 1517. Ele foi para Zurique e de lá operou sua política anti-francesa de 1517 a 1519; ele nunca foi capaz de voltar parao Valais; depois de 1519, ele viveu principalmente na corte imperial. Ele foi um dos três governadores da Itália nomeados pelo Sacro Imperador Romano Maximiliano I em 1516. Quando o imperador quis renunciar, enviou o cardeal Schiner à Inglaterra, a fim de negociar a sucessão com o rei Henrique VIII. Após a morte do imperador em janeiro de 1519, ele teve um papel influente na escolha de Carlos V como Sacro Imperador Romano e tornou-se seu conselheiro. Administrador da Sé de Catânia, 1º de novembro de 1520; nunca visitei pessoalmente a diocese; ocupou o cargo até sua morte. Ele participou da Dieta de Worms em 1521 e foi um dos oponentes mais influentes de Martinho Lutero; ele foi coautor do Édito de Worms. Também em 1521, liderou um exército de confederados suíços na campanha imperial contra o rei Francisco I da França pela posse de Milão. Participou noconclave de 1521-1522 , que elegeu o Papa Adriano VI. Nomeou-o legado da cidade de Roma e administrador dos Estados da Igreja, mas faleceu pouco depois. Ele contava com a confiança de Maximiliano, duque de Milão, do Sacro Imperador Romano Carlos V e do rei Henrique VIII da Inglaterra; e sempre se opôs ao rei da França. Ele era amigo de Desidério Erasmo. Ele foi um diplomata e um político, mas acima de tudo um bispo, provavelmente o melhor dos bispos Sitterer; visitou paróquias, impôs a disciplina eclesial, pregou pessoalmente, interessou-se pela formação do clero, criou novas paróquias e colocou diferentes igrejas sob a jurisdição episcopal, mesmo fora de Valais .; construiu e renovou numerosas igrejas em Bagnes, Ardon, Sitten, Salgesch, Leukerbad, Niedergesteln, Raron, Visp, Glis, Naters, Ernen, Münster; e um palácio em Loèche-les-Bains. Ele também foi um promotor da ciência e da educação. Manteve contactos e relações com vários humanistas e até uma estreita amizade com o reformador Ulrich Zwingli até 1520; apoiou a nomeação deste último como Leutpriester em Zurique em 1518. Com o seu amplo conhecimento jurídico, emitiu em 1511, após consulta de várias semanas, uma nova lei do país, que ajustou os costumes e as regras jurídicas gerais do Valais.
Morreu em Roma em 30 de setembro de 1522, da peste, em Roma. Sepultado na igreja de S. Maria dell'Anima, sem monumento erguido em sua memória